# اس‌ام یوسی-۱۱
اس‌ام یوسی-۱۱ (به انگلیسی: SM UC-11) یک زیردریایی بود که طول آن ۱۱۱ فوت ۶ اینچ (۳۳٫۹۹ متر) بود. این زیردریایی در سال ۱۹۱۵ ساخته شد.